# Субаш (Татарстан)
Субаш — село в Тюлячинском районе Татарстана. Входит в состав Айдаровского сельского поселения.

## География
Находится в северо-западной части Татарстана на расстоянии приблизительно 19 км на юго-восток от районного центра села Тюлячи у речки Нырса.

## История
Известно с 1680 года как Починок Дертюли, позднее упоминалось также как Дертюли-Субаш. В начале XX века здесь работали школа Братства святителя Гурия (позднее земская) и женская школа грамоты. В XVIII веке в селе была деревянная церковь.

## Население
Постоянных жителей было:
в 1782—100 душ мужского пола, в 1859—373, в 1897—720, в 1908—873, в 1920—935, в 1926—720, в 1938—649, в 1949—606, в 1970—492, в 1979—384, в 1989—285, 209 в 2002 году (татары-кряшены 98 %), 218 в 2010.